# Raf Vallone
Raffaele Vallone, più noto come Raf Vallone (Tropea, 17 febbraio 1916 – Roma, 31 ottobre 2002), è stato un attore, calciatore, giornalista e partigiano italiano.

## Biografia
Nato a Tropea, in Calabria, da bambino si trasferì con i genitori a Torino. Dopo aver conseguito il diploma di maturità classica, si laureò in filosofia e poi in giurisprudenza, sotto la guida di docenti come Luigi Einaudi e Leone Ginzburg.

### Sport

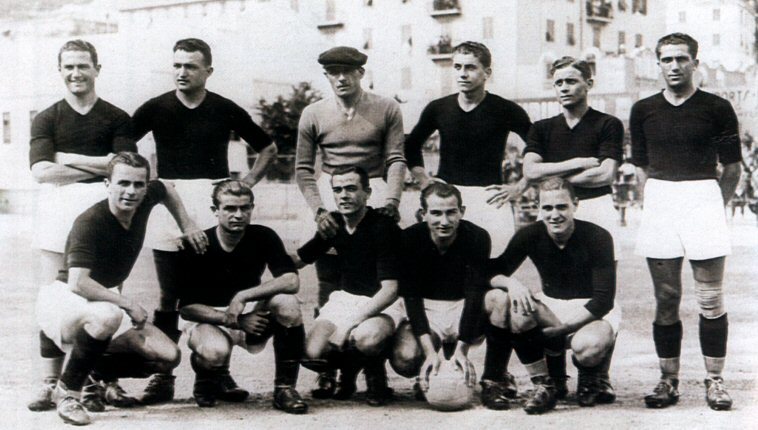
La formazione granata vincitrice della terza edizione della rinata Coppa Italia nel 1935-1936

Calcisticamente cresciuto nel settore giovanile del Torino (i famosi Balon Boys con cui vinse un titolo italiano ULIC ragazzi 1930-1931), alternò gli studi universitari al gioco del calcio. Esordì in Serie A nella stagione 1934-1935, disputando una partita con la maglia del Torino e vincendo nel 1936 la Coppa Italia.
In totale accumulò 33 presenze nella massima serie, giocando nei granata e, per una breve esperienza, nel Novara. Perse la finale di Coppa Italia nel 1938 contro la Juventus. Abbandonò l'attività calcistica nel 1941 per dedicarsi al giornalismo.

### Giornalismo
Come giornalista, fu redattore capo delle pagine culturali dell'Unità, sebbene mai iscritto al PCI per le sue posizioni di critica nei confronti dello stalinismo. Fu pure critico cinematografico per il quotidiano La Stampa.

### Resistenza
Dopo l'armistizio del 1943 entrò nella Resistenza grazie all'amicizia con Vincenzo Ciaffi, dirigente di Giustizia e Libertà. Venne però arrestato e incarcerato a Como; riuscì a fuggire dalla detenzione durante un trasferimento, gettandosi nel Lago di Como. Ritornato nelle file della Resistenza, fu impiegato per volontà di Ciaffi nell'attività di propaganda antifascista di Giustizia e Libertà.

### Cinema

Raf Vallone nel film Riso amaro del 1949

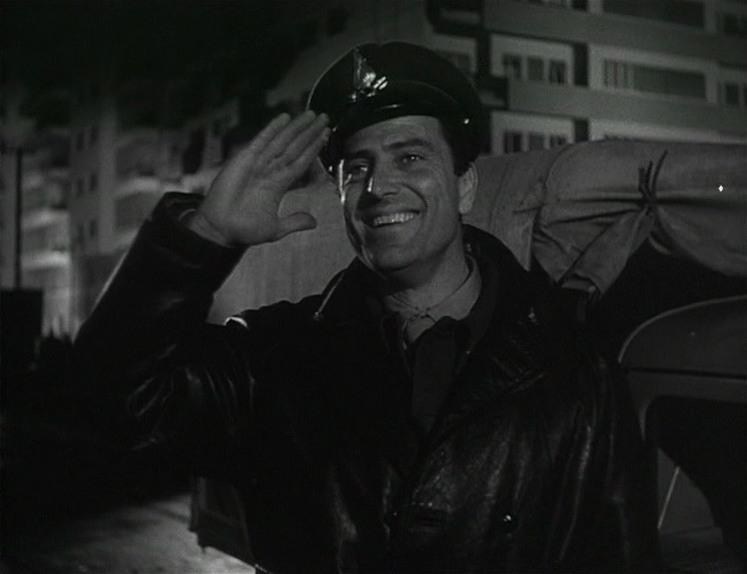
Vallone nel film Il segno di Venere del 1955

Vallone è tuttavia conosciuto soprattutto per il suo lavoro di attore cinematografico. La sua prima apparizione risale al 1942, nel film Noi vivi, dove interpretò un marinaio.
Debuttò nel 1946 al Teatro Gobetti di Torino con Woyzeck di Georg Büchner, per la regia di Vincenzo Ciaffi. Ma fu con Riso amaro (1949) di Giuseppe De Santis (cui seguirono l'anno successivo Non c'è pace tra gli ulivi sempre di De Santis, Cuori senza frontiere di Luigi Zampa e Il cammino della speranza di Pietro Germi), che riuscì a imporsi come uno fra gli attori più importanti del neorealismo, decidendo di dedicarsi unicamente al cinema.
Negli anni cinquanta interpretò numerosi film, tra cui Il Cristo proibito (1951) di Curzio Malaparte, che lo definì "l'unico volto marxista del cinema italiano", Anna (1951) e La spiaggia (1954), entrambi di Alberto Lattuada, e Roma ore 11 (1952) ancora di De Santis. Interpretò anche Garibaldi in Camicie rosse (1952) di Goffredo Alessandrini, e, in Francia, Teresa Raquin (1953) di Marcel Carné; nello stesso anno tornò a calcare i campi da gioco, nella finzione de Gli eroi della domenica di Mario Camerini.
Successivamente partecipò ancora a molti film, sia italiani che stranieri, tra cui La ciociara (1960), Una voglia da morire (1965), L'altra faccia di mezzanotte (1977), Il magnate greco (1978), Retour à Marseille (1980), Lion of the Desert (1981) e A Time to Die (1983). Nel 1990 interpretò il ruolo del cardinale Lamberto ne Il padrino - Parte III di Francis Ford Coppola.

### Teatro e televisione
La sua fortuna teatrale fu legata al dramma di Arthur Miller Uno sguardo dal ponte, portato in scena a Parigi nel 1958 e in Italia nel 1967, nonché sullo schermo nel 1962 da Sidney Lumet e in televisione nel 1973 per la regia di Claudio Fino. Nel 1970 al Teatro Chiabrera di Savona, con la compagnia Raf Vallone ed Elsa Vazzoler, mise in scena un suo testo e con la sua regia, Proibito da chi?.

Vallone, la moglie Elena Varzi e la piccola Eleonora nel 1955

Presente anche in televisione, da Jane Eyre (1957), Il mulino del Po (1963), fino a Vino santo (2000), propose ancora sulle scene Il costruttore Solness di Henrik Ibsen (1975), Nostalgia di Franz Jung (1984), Luci di Bohème di Ramón María del Valle-Inclán (1985), La medesima strada (1987) e Tito Andronico (1989).

### La morte
Morì a Roma nella clinica Villa Pia il 31 ottobre 2002 all'età di 86 anni; i funerali vennero celebrati il 2 novembre nella basilica di Santa Maria in Montesanto, conosciuta come la Chiesa degli artisti, a piazza del Popolo; successivamente fu tumulato nella cappella di famiglia nel cimitero comunale di Tropea, insieme alla moglie Elena Varzi.

## Vita privata
Fu sposato per cinquant'anni con l'attrice Elena Varzi (conosciuta nel 1950 sul set de Il cammino della speranza), dalla quale ebbe la figlia Eleonora e i gemelli Saverio e Arabella; alla fine degli anni cinquanta ebbe una relazione con l'attrice francese Brigitte Bardot.
Innamoratosi della cittadina di Sperlonga (LT), si fece costruire una villa sul costone tra la statale Flacca e la strada panoramica per Itri, nei pressi della località "grotta di Tiberio", dove usava trascorrere le vacanze, spesso ricevendo ospiti famosi del jet set internazionale.
Nel 2001 pubblicò l'autobiografia L'alfabeto della memoria (edita da Gremese).

## Filmografia

### Cinema
- Noi vivi, regia di Goffredo Alessandrini (1942) – non accreditato
- Addio Kira!, regia di Goffredo Alessandrini (1942)
- Riso amaro, regia di Giuseppe De Santis (1949)
- Non c'è pace tra gli ulivi, regia di Giuseppe De Santis (1950)
- Cuori senza frontiere, regia di Luigi Zampa (1950)
- Il cammino della speranza, regia di Pietro Germi (1950)
- Il bivio, regia di Fernando Cerchio (1951)
- Il Cristo proibito, regia di Curzio Malaparte (1951)
- Anna, regia di Alberto Lattuada (1951)
- Carne inquieta, regia di Silvestro Prestifilippo (1952)
- Roma ore 11, regia di Giuseppe De Santis (1952)
- Le avventure di Mandrin, regia di Mario Soldati (1952)
- Camicie rosse (Anita Garibaldi), regia di Goffredo Alessandrini (1952)
- Uomini senza pace (Los Ojos dejan huellas), regia di José Luis Sáenz de Heredia (1952)
- Gli eroi della domenica, regia di Mario Camerini (1953)
- Perdonami!, regia di Mario Costa (1953)
- Teresa Raquin (Thérèse Raquin), regia di Marcel Carné (1953)
- Destini di donne (Destinées), regia di Christian-Jaque (1954)
- La spiaggia, regia di Alberto Lattuada (1954)
- Delirio, regia di Giorgio Capitani (1954)
- Domanda di grazia (Obsession), regia di Jean Delannoy (1954)
- Siluri umani, regia di Antonio Leonviola (1954)
- Il segno di Venere, regia di Dino Risi (1955)
- Andrea Chénier, regia di Clemente Fracassi (1955)
- Il segreto di Suor Angela (Le Secret de soeur Angèle), regia di Léo Joannon (1956)
- L'isola delle donne sole (Les Possédées), regia di Charles Brabant (1956)
- Uragano sul Po (Liebe), regia di Horst Hachler (1956)
- Rosa nel fango (Rose Bernd), regia di Wolfgang Staudte (1957)
- Guendalina, regia di Alberto Lattuada (1957)
- La bella fioraia di Madrid (La Violetera), regia di Luis César Amadori (1958)
- Ho giurato di ucciderti (La Venganza), regia di Juan Antonio Bardem (1958)
- La trappola si chiude (Le Piège), regia di Charles Brabant (1958)
- La garçonnière, regia di Giuseppe De Santis (1960)
- Tra due donne (Recours en grâce), regia di László Benedek (1960)
- La ciociara, regia di Vittorio De Sica (1960)
- Uno sguardo dal ponte (Vu du pont), regia di Sidney Lumet (1961)
- El Cid, regia di Anthony Mann (1961)
- Fedra (Phaedra), regia di Jules Dassin (1962)
- Il cardinale (The Cardinal), regia di Otto Preminger (1963)
- La scoperta dell'America (1964) – cortometraggio
- 5 per la gloria (The Secret Invasion), regia di Roger Corman (1964)
- Una voglia da morire, regia di Duccio Tessari (1965)
- Jean Harlow, la donna che non sapeva amare (Harlow), regia di Gordon Douglas (1965)
- Nevada Smith, regia di Henry Hathaway (1966)
- Se tutte le donne del mondo... (Operazione Paradiso), regia di Henry Levin e Arduino Maiuri (1966)
- Sharaz (La Esclava del paraíso), regia di José Maria Elorrieta (1968)
- Grazie amore mio (Volver a vivir), regia di Mario Camus (1968)
- The Desperate Ones, regia di Alexander Ramati (1968)
- Un colpo all'italiana (The Italian Job), regia di Peter Collinson (1969)
- Lettera al Kremlino (The Kremlin Letter), regia di John Huston (1970)
- La morte risale a ieri sera, regia di Duccio Tessari (1970)
- 4 per Cordoba (Cannon for Cordoba), regia di Paul Wendkos (1970)
- Perché non ci lasciate in pace? (1971)
- Quattro tocchi di campana (A Gunfight), regia di Lamont Johnson (1971)
- Ricatto alla mala (Un verano para matar), regia di Antonio Isasi-Isasmendi (1972)
- La casa della paura  (The Girl in Room 2A), regia di William Rose (1973)
- Simona, regia di Patrick Longchamps (1975)
- Operazione Rosebud (Rosebud), regia di Otto Preminger (1975)
- Il giustiziere (The 'Human' Factor), regia di Edward Dmytryk (1975)
- Toccarlo... porta fortuna (That Lucky Touch), regia di Christopher Miles (1975)
- Decadenza, regia di Antonio Maria Magro (1976)
- L'altra faccia di mezzanotte (The Other Side of Midnight), regia di Charles Jarrott (1977)
- L'avvocato del diavolo (Des Teufels Advokat), regia di Guy Green (1977)
- Il magnate greco (The Greek Tycoon), regia di J. Lee Thompson (1978)
- Un amore perfetto o quasi (An Almost Perfect Affair), regia di Michael Ritchie (1979)
- Retour à Marseille, regia di René Allio (1980)
- Il leone del deserto (Lion of the Desert), regia di Moustapha Akkad (1981)
- Sezona mira u Parizu, regia di Predrag Golubovic (1981)
- Tempo di morire (A Time to Die), regia di Matt Cimber e Joe Tornatore (1982)
- Il potere del male (Paradigma), regia di Krzysztof Zanussi (1985)
- Il padrino - Parte III (The Godfather: Part III), regia di Francis Ford Coppola (1990)
- Toni, regia di Philomène Esposito (1999)

### Televisione
- Jane Eyre, regia di Anton Giulio Majano – miniserie TV (1957)
- Il mulino del Po, regia di Sandro Bolchi – miniserie TV (1963)
- Il suo nome per favore – programma TV (1972)
- Onora il padre (Honor The Father), regia di Paul Wendkos – film TV (1973)
- The Small Miracle (1973)
- Catholics (1973)
- Pane altrui di Ivan Turgenev, regia di Andrea Frezza (1974)
- Marco Visconti, regia di Anton Giulio Majano – miniserie TV (1975)
- I Remember Nelson (1982)
- Scarlatto e nero (The Scarlet and the Black), regia di Jerry London – miniserie TV (1983)
- Goya, regia di José Ramón Larraz – miniserie TV (1985)
- Cristoforo Colombo (Christopher Columbus), regia di Alberto Lattuada – miniserie TV (1985)
- Der Bierkönig (1988)
- La sombra di Lucifer (La leyenda del cura de Bargota) (1990)
- La primavera di Michelangelo (A Season of Giants), regia di Jerry London – miniserie TV (1990)
- Julianus barát (3 episodi)
- The First Circle (1992)
- Mit dem Herzen einer Mutter (1992)
- Toni (1999)
- Vino santo (2000)

## Statistiche da calciatore

### Presenze e reti nei club
| Stagione        | Squadra         | Campionato      | Campionato | Campionato | Coppe nazionali | Coppe nazionali | Coppe nazionali | Coppe continentali | Coppe continentali | Coppe continentali | Altre coppe | Altre coppe | Altre coppe | Totale | Totale |
| Stagione        | Squadra         | Comp            | Pres       | Reti       | Comp            | Pres            | Reti            | Comp               | Pres               | Reti               | Comp        | Pres        | Reti        | Pres   | Reti   |
| --------------- | --------------- | --------------- | ---------- | ---------- | --------------- | --------------- | --------------- | ------------------ | ------------------ | ------------------ | ----------- | ----------- | ----------- | ------ | ------ |
| 1934-1935       | Torino          | A               | 1          | 0          | -               | -               | -               | -                  | -                  | -                  | -           | -           | -           | 1      | 0      |
| 1935-1936       | Torino          | A               | 1          | 0          | CI              | 1               | 0               | -                  | -                  | -                  | CEC         | 0           | 0           | 2      | 0      |
| 1936-1937       | Torino          | A               | 0          | 0          | CI              | 0               | 0               | -                  | -                  | -                  | -           | -           | -           | 0      | 0      |
| 1937-1938       | Torino          | A               | 6          | 1          | CI              | 3               | 0               | -                  | -                  | -                  | -           | -           | -           | 9      | 1      |
| 1938-1939       | Torino          | A               | 16         | 3          | CI              | 2               | 1               | -                  | -                  | -                  | -           | -           | -           | 18     | 4      |
| 1939-1940       | Novara          | A               | 7          | 0          | CI              | 1               | 0               | -                  | -                  | -                  | -           | -           | -           | 8      | 0      |
| 1940-1941       | Torino          | A               | 2          | 0          | CI              | 0               | 0               | -                  | -                  | -                  | -           | -           | -           | 2      | 0      |
| Totale Torino   | Totale Torino   | Totale Torino   | 26         | 4          |                 | 6               | 1               |                    | -                  | -                  |             | 0           | 0           | 32     | 5      |
| Totale carriera | Totale carriera | Totale carriera | 33         | 4          |                 | 7               | 1               |                    | -                  | -                  |             | 0           | 0           | 40     | 5      |

## Onorificenze e riconoscimenti

### Premi cinematografici
- David di Donatello
  - 1962 – Miglior attore protagonista per Uno sguardo dal ponte

### Palmarès da calciatore
- Coppa Italia: 1

Torino: 1935-1936

## Doppiatori
Raf Vallone si è sempre doppiato, sia nelle pellicole americane che in quelle italiane. Tuttavia ci sono alcuni film dove non recita con la sua voce. I doppiatori che gli hanno prestato la voce sono:
- Mario Pisu in Il cammino della speranza, Anna
- Emilio Cigoli in Il Cristo proibito, Siluri umani
- Gualtiero De Angelis in Camicie rosse (Anita Garibaldi), Perdonami!
- Giulio Panicali in Cuori senza frontiere
- Ivo Garrani in Il bivio
- Renzo Palmer in Una voglia da morire
- Pino Locchi in Nevada Smith
- Nando Gazzolo in Sharaz
- Sergio Graziani in Un colpo all'italiana
- Corrado Gaipa in Ricatto alla mala
- Renato Turi in La casa della paura
- Mario Bardella in Simona
- Sergio Rossi in Il magnate greco
- Paolo Marchese in Il leone del deserto (doppiaggio tardivo 2009)